# Список объектов, названных в честь Огюстена Луи Коши
Список объектов, названных в честь французского математика XIX века Огюстена Луи Коши.
- Горизонт Коши
- Задача Коши — задача нахождения решения дифференциального уравнения, удовлетворяющего начальным условиям (начальным данным).
- Интеграл Коши — Лагранжа — интеграл уравнений движения идеальной жидкости в случае потенциальных течений.
- Интегральная теорема Коши — интеграл от аналитической функции по замкнутой кривой в односвязной области равен нулю.
- Интегральная формула Коши — соотношение для голоморфных функций комплексного переменного, связывающее значение функции в точке с её значениями на контуре, окружающем точку.
- Интегральный признак Коши — Маклорена — признак сходимости убывающего положительного числового ряда.
- Коши (лунный кратер) — небольшой ударный кратер на видимой стороне Луны.
- Критерий Коши равномерной сходимости несобственных интегралов.
- Критерий сходимости Коши — критерий сходимости числовых рядов.
- Лемма Коши — Фробениуса — классический результат комбинаторной теории групп, даёт выражение на число орбит в действии группы.
- Матрица Коши (линейная алгебра)
- Матрица Коши (дифференциальные уравнения) — матрица, с помощью которых выражаются решения систем неоднородных дифференциальных уравнений.
- Неравенство Коши — Буняковского — обобщение неравенства треугольника, связывает норму и скалярное произведение векторов в евклидовом или гильбертовом пространстве.
- Неравенство Коши (о средних) — соотношение среднего арифметического, среднего геометрического, среднего гармонического и среднего квадратического.
- Принцип Коши — Кантора — лемма о вложенных отрезках, доказывающая полноту множества вещественных чисел.
- Радикальный признак Коши — признак сходимости числового ряда.
- Распределение Коши — класс вероятностных распределений.
- Телескопический признак Коши — признак сходимости положительных числовых рядов.
- Тензор деформации Коши-Грина — тензор, который характеризует сжатие (растяжение) и изменение формы в каждой точке тела при деформации.
- Тензор напряжений Коши — тензор, описывающий механические напряжения в произвольной точке нагруженного тела при малых деформациях.
- Теоре́ма Больцано — Коши — если непрерывная функция, определённая на вещественном промежутке, принимает два значения, то она принимает и любое значение между ними.
- Теорема Коши о вычетах — даёт способ вычисления интеграла мероморфной функции по замкнутому контуру.
- Теорема Коши — Адамара о степенном ряде — оценка радиуса сходимости некоторых степенных рядов.
- Теорема Коши — Дэвенпорта в аддитивной комбинаторике: размер множества сумм двух множеств в группе вычетов {\displaystyle {\mathbb {Z} }_{p}} никогда не оказывается существенно меньше, чем сумма их размеров.
- Теорема Коши — Ковалевской — теорема о существовании и единственности локального решения задачи Коши для дифференциального уравнения в частных производных.
- Теорема Коши о многогранниках — грани многогранника вместе с правилом склейки полностью определяют выпуклый многогранник.
- Теорема Коши о среднем значении — обобщение формулы конечных приращений.
- Теорема Коши — Пеано — теорема о существовании решения обыкновенного дифференциальное уравнения.
- Теорема Коши — Пуанкаре — обобщение на случай многомерного комплексного пространства интегральной теоремы Коши.
- Теорема Коши (теория групп)— если порядок конечной группы {\displaystyle G} делится на простое число {\displaystyle p}, то {\displaystyle G} содержит элементы порядка {\displaystyle p}.
- Уравнение Коши - Эйлера — вид линейного дифференциального уравнения, допускающего простой алгоритм решения.
- Условия Коши — Римана — соотношения, связывающие вещественную и мнимую части всякой дифференцируемой функции комплексного переменного.
- Формула Бине — Коши — теорема об определителе произведения двух матриц, которое является квадратной матрицей
- Фундаментальная последовательность Коши —  последовательность точек метрического пространства такая, что для любого ненулевого заданного расстояния существует элемент последовательности, начиная с которого все элементы последовательности находятся друг от друга на расстоянии менее, чем заданное. 
  - Условие Коши — критерий сходимости фундаментальной последовательности Коши.
- Функциональное уравнение Коши
- Число Коши — критерий подобия в механике сплошных сред.